# ヴァヘンハイム・アン・デア・ヴァインシュトラーセ
ヴァヘンハイム・アン・デア・ヴァインシュトラーセ (独: Wachenheim an der Weinstraße)はドイツ連邦共和国 ラインラント＝プファルツ州バート・デュルクハイム郡にある市。ヴァヘンハイム・アン・デア・ヴァインシュトラーセ連合自治体 (独: Verbandsgemeinde Wachenheim an der Weinstraße) の行政庁所在地である。
バート・デュルクハイムの南 約1km、ルートヴィヒスハーフェン・アム・ラインの西 約20kmに位置する。
ブドウ栽培に関連する様々な産業、特に発泡ワイン（ゼークト (Sekt）で知られている。

## 姉妹都市
ヴァヘンハイム・アン・デア・ヴァインシュトラーセは以下の都市と姉妹都市である。
- キュイズリー (Cuisery) （フランス ）
- ペーガウ (Pegau) （ザクセン州 ）
- シュヴェツィンゲン (Schwetzingen) （バーデン＝ヴュルテンベルク州 ）(wine sponsorship)
- ノイブルク・アン・デア・ドナウ (Neuburg an der Donau) （バイエルン州 ）(wine sponsorship)